# Римеса (Болоња)
Римеса (итал. Rimessa) је насеље у Италији у округу Болоња, региону Емилија-Ромања.
Према процени из 2011. у насељу је живело 12 становника. Насеље се налази на надморској висини од 220 м.